# ヤニック・カラスコ
ヤニック・フェレイラ・カラスコ（Yannick Ferreira Carrasco、1993年9月4日 - ）は、ベルギー・フィルフォールド出身のサッカー選手。サウジ・プロフェッショナルリーグ・アル・シャバブ・リヤド所属。ベルギー代表。ポジションはMF、FW。

## 幼少期
ベルギーのフランデレン地域にあるフィルフォールドにて、ポルトガル人の父とスペイン人の母の間に生まれた。しかし、カラスコが3歳のときにカラスコと母カルメン、弟のミランを残して父親は蒸発したため、経済的に苦しい幼少期を過ごした。プロデビュー時にはフェレイラ・カラスコを登録名としていたが、父親の姓を使用することを避けるため、現在はヤニック・カラスコを登録名としている。母親カルメンの両親はそれぞれ、祖母がセビリア、祖父がコルドバ出身である。

## クラブ経歴

### モナコ
2010年にKRCヘンクのユースチームからASモナコへと移籍し、加入後2シーズンはモナコのBチームでプレーした。2012年7月30日、リーグ・ドゥのトゥールFC戦にてプロデビューを果たし、フリーキックによってこの試合でプロ初ゴールも挙げた。プロデビューシーズンとなったこの2012-13シーズンはリーグ戦27試合に出場して6ゴールを挙げ、クラブのリーグ・ドゥ優勝、リーグ・アン昇格に貢献した。
プロ2年目にして初めて1部リーグに挑戦したカラスコは2013年10月13日、ASサンテティエンヌ戦にてハメス・ロドリゲスのクロスに左足で合わせ、トップリーグ初ゴールを記録した。このシーズンにおいてクラブは1部昇格後初シーズンだったにも関わらず、パリ・サンジェルマンFCに次ぐリーグ準優勝という快挙を成し遂げたが、カラスコは昨シーズンより出番を減らし、リーグ戦16試合に出場して3ゴールを決めた。
3年目の2014-15シーズン、前述の通り、リーグ準優勝したことでこのシーズンのUEFAチャンピオンズリーグ出場権を獲得し、9月16日、バイエル・レバークーゼン戦にてカラスコは国際大会デビューを果たした。翌年2月25日、チャンピオンズリーグのベスト16でアーセナルFCと対戦し、アウェーだったにも関わらず3-1でモナコは勝利を収め、3点目はカラスコの国際大会初ゴールによって生まれた。

### アトレティコ・マドリード
2015年7月10日、アトレティコ・マドリードはカラスコと2000万ユーロの移籍金で5年契約を締結したことを発表した。 10月18日、レアル・ソシエダ戦でアトレティコでの初ゴールを決めた。2016年5月29日にサン・シーロ行われたUEFAチャンピオンズリーグ決勝のレアル・マドリード戦では、途中出場から同点ゴールを決めたが、チームはPK戦で敗れた。カラスコはベルギー人として初めてヨーロッパカップ決勝で得点した選手である。
2016年10月15日のグラナダCF戦ではキャリア初となるハットトリックを決め、7-1での勝利に貢献した。10月21日、クラブとの契約を2022年まで延長した。

### 大連人職業
2018年2月26日、チームメイトのニコラス・ガイタンとともに、アトレティコの部分オーナーである大連万達集団が所有する、中国スーパーリーグの大連一方（後に大連人職業に改名）に加入することが発表された。3月3日、上海上港戦で移籍後初出場を果たすも、試合は0-8で大敗した。3月31日、河南建業戦で移籍後初ゴールを挙げた。チームでのトレーニング中に晋鵬翔と乱闘を起こし、晋の鼻を骨折させてしまい、11月20日にクラブのSNSで謝罪した。2019年6月、理由なく練習を欠席し、河北華夏戦に欠場したとして、クラブから罰金処分と練習参加禁止処分を受けた。

### アトレティコ・マドリード復帰
2020年1月31日、シーズン終了までのローンでアトレティコ・マドリードに復帰した。2020年9月8日、2700万ユーロの移籍金で4年契約を結んで完全移籍した。
2021-22シーズン、シーズン序盤は左サイドハーフでレギュラーを務めていたが、UEFAチャンピオンズリーグのFCポルト戦での暴力行為によっておよそ1ヶ月の出場停止期間中にレナン・ロディがポジションを奪った。冬にはプレミアリーグのクラブから獲得のオファーがあったが、これを断り、その後は本来の調子を取り戻した。5月8日のマドリードダービーではPKで1得点を挙げ、1-0での勝利に貢献したこのシーズンはリーグ戦34試合で6得点を挙げた。

### アル・シャバブ
2023年9月4日、移籍金1500万ユーロでアル・シャバブへ移籍し、4年契約を結んだ。

## 代表歴
ベルギー代表として各年代でプレーし、2013年にトゥーロン国際大会に出場した。
2015年3月28日のUEFA EURO 2016予選、キプロス戦でA代表デビュー。UEFA EURO 2016に出場するベルギー代表メンバーに選出された。2016年6月26日のUEFA EURO 2016決勝トーナメント1回戦のハンガリー戦で代表初得点を挙げた。
2018 FIFAワールドカップに出場するベルギー代表メンバーに選出された。

## 人物
- 2017年、2013年度ミス・ベルギーに輝いたことのあるヌーミー・ハパール（英語版）と婚約したことを発表した[27]。

- 本人曰く、最もプレーしやすいポジションは4-3-3の左ウイングである。しかし、年齢を重ねるごとに体力の増加や対人守備における対応力が身についてきたことから、左サイドならどこでもプレー可能と語っている[28]。

## 個人成績
2023年9月4日現在
| クラブ                       | シーズン                     | リーグ                       | リーグ戦 | リーグ戦 | カップ戦 | カップ戦 | リーグ杯 | リーグ杯 | 国際大会 | 国際大会 | その他 | その他 | 合計 | 合計 |
| クラブ                       | シーズン                     | リーグ                       | 出場     | 得点     | 出場     | 得点     | 出場     | 得点     | 出場     | 得点     | 出場   | 得点   | 出場 | 得点 |
| ---------------------------- | ---------------------------- | ---------------------------- | -------- | -------- | -------- | -------- | -------- | -------- | -------- | -------- | ------ | ------ | ---- | ---- |
| モナコ                       | 2012-13                      | リーグ・ドゥ                 | 27       | 6        | 2        | 0        | 2        | 2        | -        | -        | 0      | 0      | 31   | 8    |
| モナコ                       | 2013-14                      | リーグ・アン                 | 18       | 3        | 4        | 1        | 0        | 0        | -        | -        | 0      | 0      | 22   | 4    |
| モナコ                       | 2014-15                      | リーグ・アン                 | 36       | 6        | 4        | 0        | 2        | 1        | 10       | 1        | 0      | 0      | 52   | 8    |
| モナコ                       | 通算                         | 通算                         | 81       | 15       | 10       | 1        | 4        | 3        | 10       | 1        | 0      | 0      | 105  | 20   |
| アトレティコ・マドリード     | 2015-16                      | ラ・リーガ                   | 29       | 4        | 5        | 0        | -        | -        | 9        | 1        | 0      | 0      | 43   | 5    |
| アトレティコ・マドリード     | 2016-17                      | ラ・リーガ                   | 35       | 10       | 6        | 2        | -        | -        | 12       | 2        | 0      | 0      | 53   | 14   |
| アトレティコ・マドリード     | 2017-18                      | ラ・リーガ                   | 17       | 3        | 5        | 1        | -        | -        | 6        | 0        | 0      | 0      | 28   | 4    |
| アトレティコ・マドリード     | 通算                         | 通算                         | 81       | 17       | 16       | 3        | -        | -        | 27       | 3        | 0      | 0      | 124  | 23   |
| 大連一方                     | 2018                         | 中国超級                     | 25       | 7        | 1        | 0        | -        | -        | -        | -        | 0      | 0      | 26   | 7    |
| 大連一方                     | 2019                         | 中国超級                     | 25       | 17       | 1        | 0        | -        | -        | -        | -        | 0      | 0      | 26   | 17   |
| 大連一方                     | 通算                         | 通算                         | 50       | 24       | 2        | 0        | -        | -        | -        | -        | 0      | 0      | 52   | 24   |
| アトレティコ・マドリード     | 2019-20                      | ラ・リーガ                   | 15       | 1        | 0        | 0        | -        | -        | 1        | 0        | 0      | 0      | 16   | 1    |
| アトレティコ・マドリード     | 2020-21                      | ラ・リーガ                   | 30       | 6        | 0        | 0        | -        | -        | 5        | 1        | 0      | 0      | 35   | 7    |
| アトレティコ・マドリード     | 2021-22                      | ラ・リーガ                   | 34       | 6        | 2        | 0        | -        | -        | 7        | 0        | 1      | 0      | 44   | 6    |
| アトレティコ・マドリード     | 2022-23                      | ラ・リーガ                   | 35       | 7        | 3        | 2        | -        | -        | 6        | 1        | -      | -      | 44   | 10   |
| アトレティコ・マドリード     | 2023-24                      | ラ・リーガ                   | 3        | 0        | -        | -        | -        | -        | -        | -        | -      | -      | 3    | 0    |
| アトレティコ・マドリード     | 通算                         | 通算                         | 117      | 20       | 5        | 2        | 0        | 0        | 19       | 2        | 1      | 0      | 142  | 24   |
| アトレティコ・マドリード通算 | アトレティコ・マドリード通算 | アトレティコ・マドリード通算 | 198      | 37       | 21       | 5        | 0        | 0        | 46       | 5        | 1      | 0      | 266  | 47   |
| キャリア通算                 | キャリア通算                 | キャリア通算                 | 359      | 84       | 33       | 6        | 4        | 3        | 56       | 6        | 1      | 0      | 453  | 99   |

### 代表
出場大会
- ベルギー代表

2016年 - UEFA EURO 2016（ベスト8）
2018年 - 2018 FIFAワールドカップ（3位）
2018年 - UEFAネーションズリーグ2018-19
2021年 - UEFA EURO 2020 (ベスト8)
2022年 - 2022 FIFAワールドカップ（グループステージ敗退）
試合数
2023年11月19日現在
- 国際Aマッチ 72試合 11得点（2015年- ）[30]

| ベルギー代表 | 国際Aマッチ | 国際Aマッチ |
| 年           | 出場        | 得点        |
| ------------ | ----------- | ----------- |
| 2015         | 4           | 0           |
| 2016         | 11          | 4           |
| 2017         | 7           | 1           |
| 2018         | 12          | 0           |
| 2019         | 7           | 1           |
| 2020         | 3           | 0           |
| 2021         | 10          | 2           |
| 2022         | 8           | 0           |
| 2023         | 10          | 3           |
| 2024         |             |             |
| 通算         | 72          | 11          |

得点
| #   | 開催日         | 開催地                                   | 対戦国                   | スコア | 結果 | 大会                                        |
| --- | -------------- | ---------------------------------------- | ------------------------ | ------ | ---- | ------------------------------------------- |
| 1.  | 2016年6月26日  | トゥールーズ、スタジアム・ミュニシパル   | ハンガリー               | 4–0    | 4–0  | UEFA EURO 2016                              |
| 2.  | 2016年9月6日   | ニコシア、GSPスタジアム                  | キプロス                 | 0–3    | 0–3  | 2018 FIFAワールドカップ予選                 |
| 3.  | 2016年11月9日  | アムステルダム、アムステルダム・アレナ   | オランダ                 | 1–1    | 1–1  | 親善試合                                    |
| 4.  | 2016年11月13日 | ブリュッセル、ボードゥアン国王競技場     | エストニア               | 4–1    | 8–1  | 2018 FIFAワールドカップ予選                 |
| 5.  | 2017年10月7日  | サラエヴォ、スタディオン・グルバヴィツァ | ボスニア・ヘルツェゴビナ | 3–4    | 3–4  | 2018 FIFAワールドカップ予選                 |
| 6.  | 2019年11月19日 | ブリュッセル、ボードゥアン国王競技場     | キプロス                 | 4–1    | 6–1  | UEFA EURO 2020予選                          |
| 7.  | 2021年10月7日  | トリノ、ユヴェントス・スタジアム         | フランス                 | 1-0    | 2-3  | UEFAネーションズリーグ2020-21・決勝ラウンド |
| 8.  | 2021年11月13日 | ブリュッセル、ボードゥアン国立競技場     | エストニア               | 2-0    | 3-1  | 2022 FIFAワールドカップ予選                 |
| 9.  | 2023年3月28日  | ケルン、ラインエネルギーシュタディオン   | ドイツ                   | 0-1    | 2-3  | 親善試合                                    |
| 10. | 2023年9月9日   | バクー、ダルガ・アレナ                   | アゼルバイジャン         | 0-1    | 0-1  | UEFA EURO 2024予選                          |
| 11. | 2023年11月15日 | ルーヴェン、デン・ドレーフ               | セルビア                 | 1-0    | 1-0  | 親善試合                                    |

## タイトル
クラブ
ASモナコ
- リーグ・ドゥ:1回 （2012-13）

アトレティコ
- プリメーラ・ディビシオン：1回 （2020-21）